# Phương Viên, Hạ Hòa
Phương Viên là 1 xã thuộc huyện Hạ Hòa, tỉnh Phú Thọ. Phương Viên là một trong những xã có nhiều hộ nghèo nhất trong huyện, dân số đông lên tới 2827 người được phân đều ở 9 khu hành chính. Tổng diện tích tự nhiên của toàn xã là 1006,2 ha.

### Kinh tế - Xã hội
Phương Viên là một trong nhiều xã nghèo của huyện Hạ Hòa. Bằng những cố gắng của Đảng bộ, chính quyền và nhân dân Phương Viên kinh tế- xã hội của xã có nhiều chuyển biến. Đến nay, đời sống nhân dân đã dần đổi thay.
Là một xã thuần nông, người dân đa số sống bằng sản xuất nông nghiệp. Trước sự biến động của thị trường trong nước, sản xuất nông nghiệp của xã đứng trước nhiều khó khăn.
Nhằm nâng cao đời sống tinh thần vật chất cho nhân dân, Đảng uỷ, UBND xã Phương Viên vận động các tầng lớp nhân dân phát huy tinh thần làm chủ, khơi dậy mọi tiềm năng trong nhân dân.
Trong lĩnh vực sản xuất nông nghiệp, xã tập trung chỉ đạo chuyển dịch cơ cấu cây trồng, vật nuôi mạnh dạn đưa cây chè, cây ngô, cây lúa lai, cây ăn quả, nuôi cá vào nuôi trông thử nghiệm ở hầu hết các thôn. Đặc biệt chú trọng đến chương trình kinh tế trọng điểm như chương trình phát triển cây chè, chương trình phát triển đàn bò lai, chú trọng mở rộng và đầu tư các cơ sở sản xuất tiểu thủ công nghiệp tại chỗ nhằm chế biến có hiệu quả các sản phẩm nông nghiệp của người nông dân.
Nhận thức về giá trị của cây chè có nguồn lợi kinh tế cao, phù hợp với điều kiện đất đồi, là địa bàn xã được thụ hưởng các chính sách của tỉnh và huyện, trong 6 tháng đầu năm 2009, nhân dân đã trồng trên chè theo hướng đầu tư cây chè hàng hoá với diện tích trồng mới là 2,1 ha, đưa tổng diện tích chè của xã lên 138,5 ha cho sản lượng chè búp tươi là 631 tấn, tăng 9,7 % so với cùng kỳ.
Toàn xã hiện nay có 14 ha diện tích cây ngô cho năng xuất bình quân đạt 27 tạ/ha. Sản phẩm ngô hạt sẽ là thức ăn chính dùng cho chăn nuôi đồng thời cũng là sản phẩm phục vụ cho hàng hoá. Với diện tích 92 ha ruộng lúa, xác định cây lúa là một trong những cây trọng điểm nuôi sống con người, nhân dân xã Phương Viên đã tập trung vào gieo trồng và chăm sóc lúa 2 vụ, đưa 90% giống mới vào gieo trồng năng suất bình quân là 45 tạ/ 1 ha.
Bên cạnh cây lương thực, cây công nghiệp, Phương Viên còn chú trọng phát triển đàn gia súc, gia cầm nhằm tăng thu nhập trong nhân dân, hiện toàn xã có 231 con trâu bò, đàn lợn có 2800 con. Tất cả tựu chung nhằm chuyển đổi cơ cấu cây trồng vật nuôi tạo ra thu nhập cao trong đời sống người dân, đẩy nhanh tốc độ xoá đói giảm nghèo ở nông thôn.